# ميغيل غالاردو (فنان كاريكاتير)
ميغيل أنخيل غالاردو باريديس (27 ديسمبر 1955 - 21 فبراير 2022) كان فنانًا إسبانيًا متخصّصًا في فئة الكُتب الهزليّة.

## السيرة الذاتية
كان ميغيل معروفًا كممثل لمشهد الكوميديا الإسبانية تحت الأرض في السبعينيات والثمانينيات، ونشر في مجلات مثل مجلّة الفيبورا (بالإسبانية: El Víbora)‏ ومجلّة القاهرة (بالإسبانية: Cairo)‏ وغيرهما. اختار لاحقًا التخصّص في السير الذاتية فنشر بعضًا من أعماله مثل صمت طويل (بالإسبانية: Un largo silencio)‏ وماريا وأنا (بالإسبانية: María y yo)‏ التي نال بفضلها عددًا من الجوائز. تُوفيَّ غالاردو في 21 شباط/فبراير 2022 عن عمر ناهزَ 66 عامًا.

## جوائز وترشيحات
حصل غالاردو على جائزة هاكستور (بالإسبانية: Premio Haxtur)‏ عام 2008 في فئة «أفضل قصّة قصيرة» عن عملهِ ماريا وأنا، وحصلَ عام 2013 على جائزة جرافيكا مع آخرين.